# Simon Meisling
Simon Sørensen Meisling, född 6 oktober 1787, död 8 april 1856, var en dansk skolman och översättare.
Meisling blev student 1803 efter gymnasiestudier i Borgerdydskolen i Köpenhamn. Han utbildade sig till klassisk filolog och var översättare av grekisk och romersk poesi. Meisling är idag mest ihågkommen som latinskolerektor i Slagelse 1822–1826 och i Helsingör 1826–1839. Bland sina elever hade han H.C. Andersen. Meislings välmenta, men i detta fall illa tillämpade pedagogiska metoder gjorde skolåren 1822–1827 till den unga blivande författarens mörkaste tid. Meisling erhöll professors namn 1828.